# ألفرد جوردن (لاعب كرة قدم أمريكية)
ألفرد جوردن (بالإنجليزية: Alfred Jordan)‏ هو لاعب كرة قدم أمريكية ولاعب كرة قدم كندية أمريكي، ولد في 25 فبراير 1970 في واشنطن العاصمة في الولايات المتحدة.

## وصلات خارجية
- ألفرد جوردن على موقع JustSportsStats.com (الإنجليزية)